# Skive község
Skive község (dánul: Skive Kommune) Dánia 98 községének (kommune, helyi önkormányzattal rendelkező közigazgatási egység) egyike. A Midtjylland régióban található. Skive község Viborg és Holstebro községekkel határos. Lakosainak száma 44 739 fő (2024).